# Skowronów (powiat częstochowski)
Skowronów – wieś w Polsce położona w województwie śląskim, w powiecie częstochowskim, w gminie Janów.
W dobie Sejmu Wielkiego Skowronów należał do powiatu lelowskiego.
W latach 1975–1998 miejscowość administracyjnie należała do województwa częstochowskiego.